# Bracon fortipes
Bracon fortipes är en stekelart som först beskrevs av Wesmael 1838.  Bracon fortipes ingår i släktet Bracon och familjen bracksteklar.

## Underarter
Arten delas in i följande underarter:
- B. f. lautus
- B. f. haliciensis
- B. f. fahringerella